# Kulalania antiqua
Kulalania là một chi nhện trong họ Phyxelididae. Chi này chỉ gồm 1 loài Kulalania antiqua.